# Municipio de Grandview (Illinois)
Grandview Township es una subdivisión territorial del condado de Edgar, Illinois, Estados Unidos. Según el censo de 2020, tiene una población de 523 habitantes.

## Geografía
Está ubicado en las coordenadas 39°32′43″N 87°49′30″O / 39.54528, -87.82500. Según la Oficina del Censo de los Estados Unidos, tiene una superficie total de 116.9 km², de la cual 116,7 km² corresponden a tierra firme y 0,2 km² es agua.

## Demografía
Según el censo de 2020, hay 523 personas residiendo en la zona. La densidad de población es de 4.5 hab./km². El 93.12 % son blancos, el 0.38 % son afroamericanos y el 6.50 % son de una mezcla de razas. Del total de la población. el 0.76 % son hispanos o latinos de cualquier raza.